# Historique des versions d'iOS
Pour un article plus général, voir iOS.
Les tableaux suivants présentent les différentes versions d'iOS, le système d'exploitation développé par Apple pour ses appareils mobiles : iPhone, iPad (jusqu’à iOS 13) ainsi que iPod touch.
Les dernières versions stables d’iOS et iPadOS sont les versions iOS 18.5 et iPad OS 18.5, sortie le 6 mai 2025. Les dernières versions bêta d'iOS et d'iPadOS sont les versions iOS 26.0 bêta 1 et iPadOS 26.0 bêta 1, sortie le 9 juin 2025.
Chaque appareil est limité à une version maximum d'iOS.

## Versions d'iOS (iPhone, iPod touch et iPad)

### iPhone OS 1
C'est la toute première version du système d'exploitation mobile d'Apple, mais sans nom officiel. Il était seulement considéré comme la version pour mobile du système d'exploitation de bureau d'Apple, Mac OS X. Ce n'est que le 6 mars 2008, avec la sortie du kit de développement logiciel de l'iPhone (iPhone SDK), qu'Apple décide de le nommer iPhone OS. iPhone OS est considéré comme le premier système d'exploitation grand public tactile au doigt, utilisable sans stylet. La dernière version est iPhone OS 1.1.5, sortie le 15 juillet 2008.

### iPhone OS 2
iPhone OS 2 est  le 11 juillet 2008 pour accompagner la sortie de l'iPhone 3G, le 12 septembre 2008, et de l'iPod touch 2. Il apporte le magasin d'applications tierces : l'App Store. La dernière version est iPhone OS 2.2.1, sortie le 27 janvier 2009.

### iPhone OS 3
iPhone OS 3 est présenté le 17 juin 2009 pour accompagner la sortie de l'iPhone 3GS et de l'iPod touch 3, le 9 septembre 2009. Il apporte : la fonction couper, copier/coller, les applications Messages (SMS et MMS) et Dictaphone. La dernière version est iPhone OS 3.2.2, sortie le 11 août 2010.

### iOS 4
iOS 4 est présenté le 21 juin 2010 pour accompagner la sortie de l'iPhone 4 et de l'iPod touch 4, le 3 septembre 2010, et de l'iPad, le 22 novembre 2010. C'est la première version dénommée « iOS » ; c'est aussi la première mise à jour que les utilisateurs d'iPod touch n'ont pas à payer. Elle apporte : le multitâche (réservé à l'iPhone 4) et FaceTime pour passer des appels vidéo entre appareils iOS et OS X sur le réseau Wi-Fi. La dernière version est iOS 4.3.5, sortie le 25 juillet 2011.

### iOS 5
iOS 5 est annoncé le 6 juin 2011 et publié le 12 octobre 2011 et accompagne la sortie de l'iPhone 4S, de l'iPad 2 et d'iCloud. iOS 5 permet de réorganiser les notifications, en introduisant le centre de notification et intègre iCloud. La dernière version est iOS 5.1.1, sortie le 7 mai 2012.

### iOS 6
iOS 6 est dévoilé lors de la WWDC 2012, le 11 juin 2012 pour accompagner la sortie de l'iPhone 5, le 19 septembre 2012, ainsi que de l'iPad 4 et de l'iPad mini, le 1er novembre 2012. Il apporte : Plans, application native d'Apple qui remplace Google Maps ; par contre YouTube n'est plus proposée en tant qu'application native et doit être téléchargée depuis l'App Store. La dernière version est iOS 6.1.6, sortie le 21 février 2014.

### iOS 7
IOS 7 est présenté lors de la WWDC 2013, le 10 juin 2013, pour accompagner la sortie des iPhone 5S et 5C, le 18 septembre 2013, ainsi que de l'iPad Air et de l'iPad mini 2, le 22 octobre 2013. Il révolutionne le design abandonnant le skeuomorphisme pour un flat design aux couleurs vives et plates et un effet de transparence. Il apporte : le Centre de notifications, AirDrop, FaceTime Audio, un champ de texte unique dans Safari, l'icône de l'Horloge animée, la mise à jour automatique des applications de l'App Store et les photos classées par date et lieu. Il active la vérification de la présence de la puce Apple dans le câble USB - Lightning, rendant les contrefaçons inopérantes. La dernière version est iOS 7.1.2, sortie le 30 juin 2014,.

### iOS 8
iOS 8 est dévoilé lors de la WWDC 2014, le 2 juin 2014 pour accompagner la sortie des iPhone 6 et 6 Plus, le 17 septembre 2014, ainsi que des iPad Air 2 et IPad mini 3, le 20 octobre 2014. Il apporte l'envoi de messages audio, photo ou vidéo dans Messages, les notifications interactives, la saisie prédictive avec QuickType, le stockage de tous ses documents sur iCloud Drive, Handoff pour continuer à travailler d'un appareil à l'autre, la mise en réserve des brouillons dans Mail, Flyover pour survoler certaines villes en 3D, le partage familial des achats jusqu'à six personnes et les nouvelles apps Santé et Astuces,,. La dernière version est iOS 8.4.1, sortie le 13 août 2015.

### iOS 9
iOS 9 est la neuvième génération de iOS sortie le 8 juin 2015, pour accompagner la sortie des iPhone 6s et 6s Plus, le 16 septembre 2015. Il apporte : des possibilités d'édition avancées dans Notes, les transports en commun dans Plans, News, et Wallet qui remplace Passbook. Siri est aussi profondément amélioré et de nouveaux modes multitâche (le multi-fenêtrage) pour iPad font enfin leur arrivée. Les fondations du système ont également été revues pour ne nécessiter que 1,8 Go contrairement à iOS 8 qui pesait 6,6 Go. iOS 9 permet aussi une meilleure rapidité et plus d'autonomie, c'est pourquoi il est compatible avec tous les appareils qui acceptaient iOS 8. La dernière version est iOS 9.3.6, sortie le 22 juillet 2019,.

### iOS 10

Un des logos de l'iOS 10.

iOS 10 est présenté le 13 juin 2016 à la WWDC 2016 pour accompagner la sortie des iPhone 7 et iPhone 7 Plus, le 13 septembre 2016. Il est compatible à compter de l'iPhone 5, de l'iPad mini 2, de l'iPad 4ede l'iPad Air, des iPad Pro 9,7" et 12,9" et de l'iPod touch 6e. Il apporte : « Lever pour activer », un nouvel écran verrouillé, un nouveau iMessage avec un App Store dédié, la reconnaissance des visages et la localisation des photos dans Photos, l'ouverture de Siri aux développeurs, de nouvelles fonctionnalités dans Plans et Apple Music. La dernière version est iOS 10.3.4, sortie le 22 juillet 2019.

### iOS 11
iOS 11 est présenté à la WWDC 2017 le 5 juin 2017 pour accompagner la sortie des iPhone 8, iPhone 8 Plus et iPhone X, le 19 septembre 2017. Il est compatible à compter de l'iPhone 5s, de l'iPad 5e, de l'iPad mini 2, de l'iPad Air, des iPad Pro 9,7", 10,5" et 12,9" et l'iPod touch 6e). Il apporte : la fusion entre l'écran de verrouillage et le Centre de notification, l'unification des différentes options du Centre de contrôle, 'App Store change de visuel pour se concentrer sur le contenu éditorial et les applications les plus utiles au quotidien. Le système est le premier à être entièrement en 64 bits, les anciennes applications en 32 bits doivent faire la conversion sous peine d'être incompatibles avec cette version. Une application de gestion de fichiers « Fichiers » permet un accès direct aux fichiers stockés localement et au iCloud. Siri est capable de traduire entre les langues, comporte plus de voix humaines et utilise une technique d'apprentissage sur les périphériques conçue pour être plus adaptée à la vie privée pour mieux comprendre les intérêts de l'utilisateur et offrir des suggestions améliorées. La caméra met en vedette de nouveaux paramètres pour des photos en mode portrait améliorées et utilise de nouvelles technologies de codage pour réduire la taille des fichiers. Le système d'exploitation introduit la possibilité d'enregistrer l'écran. Certaines nouvelles fonctionnalités apparaissent uniquement sur iPad, y compris un dock d'application toujours accessible et une nouvelle interface pour afficher plusieurs applications à la fois. Les utilisateurs d'iPhone et iPad peuvent faire glisser-déposer des fichiers. Cette version est très critiquée car elle contient beaucoup de bugs,. La dernière version est iOS 11.4.1, sortie le 9 juillet 2018.

### iOS 12
iOS 12 est présenté à la WWDC 2018, le 4 juin 2018, pour accompagner la sortie des iPhone XS, XS Max et XR, en septembre 2018. La dernière version est iOS 12.5.7, disponible depuis le 23 janvier 2023.

### iOS 13
iOS 13 est présenté à la WWDC 2019 en même temps que iPadOS, le 3 juin 2019, pour accompagner la sortie des iPhone 11, 11 Pro et 11 Pro Max, en septembre 2019 et l'iPhone SE en avril 2020. La dernière version est iOS 13.7, sortie le 1er septembre 2020.

### iOS 14
iOS 14 est présenté à la WWDC 2020, le 22 juin 2020. La dernière version est iOS 14.8.1, sortie le 26 octobre 2021.

### iOS 15
iOS 15 est présenté à la WWDC 2021, le 7 juin 2021. Cette version est compatible avec tous les appareils supportant iOS 14,.
La version actuelle est iOS 15.8.4, disponible depuis le 31 mars 2025.

### iOS 16
iOS 16 est présenté le 6 juin 2022 à la WWDC 2022, et sort le 12 septembre suivant. La version actuelle est iOS 16.7.11, sortie le 31 mars 2025. Seuls les iPhones supérieurs à l'iPhone SE (2e génération) pourront avoir cette fameuse mise à jour, dans laquelle il sera possible de changer plusieurs fonds d'écran (créés par l'utilisateur dans ses paramètres).

### iOS 17
iOS 17 est annoncé le 5 juin 2023 à la WWDC 2023, et sort le 16 septembre 2023. La version actuelle est iOS 17.7.3, sortie le 11 décembre 2024.

### iOS 18
iOS 18 est la version majeure actuelle du système d’exploitation d’Apple. Elle a été annoncée le 10 juin 2024 lors de la WWDC 2024. Elle est disponible depuis le 16 septembre 2024. La version actuelle est iOS 18.5, sortie le 16 avril 2025.

### iOS 26
iOS 26 est la future version majeure du système d’exploitation d’Apple. Elle a été annoncée le 9 juin 2025 lors de la WWDC 2025. Elle est disponible en version bêta depuis le 9 juin 2025 , et sera disponible en automne 2025 au public.

## Versions (Apple TV)

### iOS 4 – Apple TV
| Tableau des versions Apple TV : iOS 4.x | Tableau des versions Apple TV : iOS 4.x | Tableau des versions Apple TV : iOS 4.x | Tableau des versions Apple TV : iOS 4.x | Tableau des versions Apple TV : iOS 4.x |
| Version                                 | Build                                   | Date de publication                     | Fonctionnalités | Version du SDK                          |
| --------------------------------------- | --------------------------------------- | --------------------------------------- | --- | --------------------------------------- |
| 4.1 (4.0)                               | 8M89                                    | 1er septembre 2010                      | - Publication initiale de l'Apple TV de 2e génération Apple TV | N/A                                     |
| 4.2 (4.1)                               | 8C150                                   | 2 novembre 2010                         | - Ajout d'AirPlay - Ajout de VoiceOver | N/A                                     |
| 4.2.1 (4.1.1)                           | 8C154                                   | 4 décembre 2010                         | - Résolution de bugs | N/A                                     |
| 4.3 (4.2)                               | 8F191m                                  | 9 mars 2011                             | - * Tous pays : - Apparition de l’audio en 5.1 Dolby sound pour Netflix. - Amélioration du clavier virtuel de l’Apple TV 2. - Ajout de nouveaux thèmes pour le slideshow. - Améliorations d'AirPlay. - Uniquement aux États-Unis : - Deux nouvelles sources de contenus multimédias (MLB.tv pour 20 $ / mois et NBA pour 60 $ / mois) | N/A                                     |
| 4.3.1 (4.2.1)                           | 8F202                                   | 22 mars 2011                            | - Correction des problèmes d’affichage, d'un bug en sortant de la veille, des bugs audio - Meilleures performances | N/A                                     |
| 4.3.2 (4.2.2)                           | 8F305                                   | 11 mai 2011                             | Corrections de bogues mineurs : - Résolution d'un problème avec lequel le son audio ne sortait plus lors de la lecture de vidéos. - Résolution d'un problème avec lequel une vidéo lue ne s'affichait plus lorsque l'utilisateur ne la lisait pas du début. - Ajout d'un réglage de sortie audio afin de passer au 16 bits audio pour la compatibilité avec certains téléviseurs et récepteurs AV. - Amélioration des performances au niveau des commandes « avance rapide » ou « rembobinage » lors de la lecture de vidéos événement en direct. - Résolution d'un problème avec lequel les informations dont la description de certains films ne s'affichaient plus. - Résolution d'un problème avec lequel les vidéos YouTube auxquelles l'utilisateur était abonné n'étaient pas classées par date. | N/A                                     |
| 4.3.3 (4.3)                             | 8F455                                   | 1er août 2011                           | - Ajout du support pour Vimeo. | N/A                                     |

### iOS 5 – Apple TV
| Tableau des versions Apple TV : iOS 5.x | Tableau des versions Apple TV : iOS 5.x | Tableau des versions Apple TV : iOS 5.x | Tableau des versions Apple TV : iOS 5.x | Tableau des versions Apple TV : iOS 5.x |
| Version                                 | Build                                   | Date de publication                     | Fonctionnalités | Version du SDK                          |
| --------------------------------------- | --------------------------------------- | --------------------------------------- | --- | --------------------------------------- |
| 5.0 (4.4)                               | 9A334v                                  | Mercredi 12 octobre 2011                | - Intégration d'iCloud - Ajout de Flux de photos - Support de Airplay et Recopie Vidéo - Ajout d'apps : Trailers, Wall Street Journal, Ligue nationale de hockey sur glace - Correction de bugs                                                                                      | N/A                                     |
| 5.0 (4.4.1)                             | 9A335a                                  | Mardi 18 octobre 2011                   | - Corrections de bugs | N/A                                     |
| 5.0 (4.4.2)                             | 9A336a                                  | Mardi 25 octobre 2011                   | - Correction d'éventuels bugs présents dans la version 4.4.45 | N/A                                     |
| 5.0.1 (4.4.3)                           | 9A4051                                  | Jeudi 17 novembre 2011                  | - Ajout du support de Netflix au Mexique - Résolution de problèmes | N/A                                     |
| 5.0.1 (4.4.4)                           | 9A406a                                  | Jeudi 15 décembre 2011                  | - Amélioration des performances générales et de la stabilité - Correction d'un problème qui affichait une erreur lors de la lecture de certains contenus vidéo | N/A                                     |
| 5.1 (5.0)                               | 9B179b                                  | Mercredi 7 mars 2012                    | - Publication initiale pour l'Apple TV 3 - Nouvelle interface utilisateur - Support des téléchargements de films dans le nuage - Ajout des recommandations Genius pour les contenus de l'iTunes Store - Ajout d'un nouvel écran de « veille » avec des images du National Geographic | N/A                                     |

### iOS 6 – Apple TV
| Tableau des versions Apple TV : iOS 6.x | Tableau des versions Apple TV : iOS 6.x | Tableau des versions Apple TV : iOS 6.x | Tableau des versions Apple TV : iOS 6.x | Tableau des versions Apple TV : iOS 6.x |
| Version                                 | Build                                   | Date de publication                     | Fonctionnalités | Version du SDK                          |
| --------------------------------------- | --------------------------------------- | --------------------------------------- | --- | --------------------------------------- |
| 6.0 (5.1)                               | 10A406e                                 | Lundi 24 septembre 2012                 | - Flux de photos partagés - Abonnez-vous aux flux de photos partagés de votre famille ou de vos amis, lisez les commentaires et notez les photos. - AirPlay - Affichez l'écran d'un Mac avec OS X Mountain Lion ou envoyez du contenu audio de l'Apple TV sur des haut-parleurs AirPlay. - Changement de compte iTunes - Permutez facilement entre plusieurs comptes iTunes pour accéder à vos propres films, séries TV et favoris. - Nouveaux économiseurs d'écran - Utilisez les tout nouveaux économiseurs d'écran avec vos photos préférées : en cascade, réduction de mosaïques et panneaux coulissants. - Trailers - Recherchez les bandes-annonces des films. Aux États-Unis, consultez les horaires de diffusion pour les cinemas locaux. - Menu principal - Réorganisez les icônes sur la deuxième page en appuyant sur le bouton de sélection de la télécommande. - Sous-titres - Support SDH pour les sourds et les malentendants ainsi que d'autres améliorations. - Amélioration de la stabilité et des performances. | N/A                                     |
| 6.1 (5.2)                               | 10B414b                                 | Lundi 28 janvier 2013                   | - Ajout du support des claviers Bluetooth | N/A                                     |

### iOS 7 – Apple TV
| Tableau des versions Apple TV : iOS 7.x | Tableau des versions Apple TV : iOS 7.x | Tableau des versions Apple TV : iOS 7.x | Tableau des versions Apple TV : iOS 7.x | Tableau des versions Apple TV : iOS 7.x |
| Version                                 | Build                                   | Date de publication                     | Fonctionnalités | Version du SDK                          |
| --------------------------------------- | --------------------------------------- | --------------------------------------- | --- | --------------------------------------- |
| 7.0.1 (6.0)                             | 11A470e                                 | Lundi 23 septembre 2013                 | - Intégration de iTunes Radio, service musical en streaming - Flux de photos devient iCloud Photos et Vidéos, ajout des vidéos - Synchronisation des podcasts entre l'Apple TV et les appareils iOS - iTunes Store permet d'acheter et de jouer directement les musiques sur l'Apple TV - Avec un appareil iOS 9 ou ultérieur, il est possible de diffuser des vidéos à partir d'iTunes dans le nuage | N/A                                     |
| 7.0.3 (6.0.1)                           | 11B511d                                 | Vendredi 25 octobre 2013                | - Amélioration des performances générales et de la stabilité | N/A                                     |
| 7.0.4 (6.0.2)                           | 11B554a                                 | Jeudi 14 novembre 2013                  | - Amélioration des performances générales et de la stabilité | N/A                                     |

### iOS 8 – Apple TV
| Tableau des versions Apple TV : iOS 8.x | Tableau des versions Apple TV : iOS 8.x | Tableau des versions Apple TV : iOS 8.x | Tableau des versions Apple TV : iOS 8.x | Tableau des versions Apple TV : iOS 8.x |
| Version                                 | Build                                   | Date de publication                     | Fonctionnalités                         | Version du SDK                          |
| --------------------------------------- | --------------------------------------- | --------------------------------------- | --------------------------------------- | --------------------------------------- |
| 8.0 (7.0)                               | 12A365b                                 | Mercredi 17 septembre 2014              |                                         | N/A                                     |
| 8.4.x (7.9)                             | 12H1006                                 | Lundi 14 mars 2022                      |                                         | N/A                                     |

Dans les versions ultérieures, le système d'exploitation de l'Apple TV est tvOS, supporté uniquement sur les Apple TVs de quatrième et cinquième générations.

## Publications sur l'iPhone SDK
| Tableau des publications sur l'iPhone SDK | Tableau des publications sur l'iPhone SDK | Tableau des publications sur l'iPhone SDK |
| Date                                      | Version                                   | Détails du SDK |
| ----------------------------------------- | ----------------------------------------- | --- |
| 27 mars 2008                              | iPhone OS 2.0 ß2                          | Deuxième beta de la version 2.0 de l'iPhone OS qui inclut Interface Builder, une application pour créer à la souris des interfaces graphiques pour de futures application iPhone. |
| 8 avril 2008                              | iPhone OS 2.0 ß3                          | Troisième beta de la version 2.0 de l'iPhone OS |
| 23 avril 2008                             | iPhone OS 2.0 ß4                          | Quatrième beta de la version 2.0 de l'iPhone OS. Cette version supporte les graphismes OpenGL 3D notamment utilisés dans les jeux vidéo, ainsi que la possibilité pour certaines applications, comme iPod, Phone et Mail, de s'exécuter en tâche de fond, contrairement à ce qu'Apple avait annoncé. Cependant, il s'agit uniquement d'applications développées par Apple. |
| 6 mai 2008                                | iPhone OS 2.0 ß5                          | Cinquième beta de la version 2.0 de l'iPhone OS. |
| 29 mai 2008                               | iPhone OS 2.0 ß6                          | Sixième beta de la version 2.0 de l'iPhone OS. Mise à jour du service de notification Mobile Me et notamment des comptes .Mac. |
| 9 juin 2008                               | iPhone OS 2.0 ß7                          | Septième beta de la version 2.0 de l'iPhone OS. Ouverture du service .mac aux développeurs. |
| 24 juillet 2008                           | iPhone OS 2.1 ß1                          | Première beta de la version 2.1 de l'iPhone OS. Apple avertit les développeurs que les applications compilées avec cette version du SDK ne fonctionneraient pas avec la version 2.0 du firmware, et ne seraient donc pas acceptées sur l'App Store. |
| 30 juillet 2008                           | iPhone OS 2.1 ß2                          | Deuxième beta de la version 2.1 de l'iPhone OS. |
| 8 août 2008                               | iPhone OS 2.1 ß3                          | Troisième beta de la version 2.1 de l'iPhone OS. |
| 25 septembre 2008                         | iPhone OS 2.2 ß1                          | Première beta de la version 2.2 de l'iPhone OS. |
| 27 janvier 2009                           | iPhone OS 2.2.1                           | Version 2.2.1 de l'iPhone OS. |
| 17 mars 2009                              | iPhone OS 3.0 ß1                          | Présentation en avant-première les versions 3.0 beta de l'iPhone OS et du SDK lors d'une conférence de presse de près d'1 h 30. |
| 31 mars 2009                              | iPhone OS 3.0 ß2                          | - 11 pages dʼaccueil sont désormais supportées - Support des carnets dʼadresses LDAP - Les vidéos en plusieurs langues ne proposent plus le choix de la langue |
| 14 avril 2009                             | iPhone OS 3.0 ß3                          | - Système d'exploitation plus rapide et plus fluide - Correction d'incompatibilités avec les applications tierces - Activation du système de Push pour l'App Store - Améliorations apportées à l'application iPod - Suppression de la possibilité d'utiliser Skype sur le réseau 3G - Sauvegarde des recherches de Spotlight                                               |
| 28 avril 2009                             | iPhone OS 3.0 ß4                          | - Changement dans les API AudioToolbox, GameKit, MapKit, StoreKit et UIKit. - Nécessite la mise à jour 10.5.7 de Mac OS X - S'accompagne d'une prédistribution de la version 8.2 d'iTunes |
| 6 mai 2009                                | iPhone OS 3.0 ß5                          | - Support des achats intégrés aux applications (in-app purchase) - Deuxième prédistribution d'iTunes 8.2. |
| 8 juin 2009                               | iPhone OS 3.0 GM Seed                     | - Dernière distribution aux développeurs, en version finale, avant la distribution au grand public |
| 6 juin 2011                               | iOS 5.0 ß1                                | - Présentation en avant-première pour les développeurs d'iOS 5 ß1 |
| 24 juin 2011                              | iOS 5.0 ß2                                | - Mise à disposition de la deuxième bêta pour les développeurs |
| 11 juillet 2011                           | iOS 5.0 ß3                                | - Mise à disposition de la troisième bêta pour les développeurs |
| 24 juillet 2011                           | iOS 5.0 ß4                                | - Mise à disposition de la quatrième bêta pour les développeurs |
| 6 août 2011                               | iOS 5.0 ß5                                | - Mise à disposition de la cinquième bêta pour les développeurs |
| 19 août 2011                              | iOS 5.0 ß6                                | - Mise à disposition de la sixième bêta pour les développeurs |
| 31 août 2011                              | iOS 5.0 ß7                                | - Mise à disposition de la septième bêta pour les développeurs |
| 4 octobre 2011                            | iOS 5.0 GM Seed                           | - Dernière distribution aux développeurs, en version finale, avant la distribution au grand public |
| 2 novembre 2011                           | iOS 5.0.1 ß1                              | - Mise à disposition de la première bêta pour les développeurs |
| 4 novembre 2011                           | iOS 5.0.1 ß2                              | - Mise à disposition de la deuxième bêta pour les développeurs |
| 12 décembre 2011                          | iOS 5.1 ß2                                | - Mise à disposition de la deuxième bêta pour les développeurs (iTunes 10.5.2 est également distribué avec cette bêta) |
| 9 janvier 2012                            | iOS 5.1 ß3                                | - Mise à disposition de la troisième bêta pour les développeurs |
| 7 mars 2012                               | iOS 5.1                                   | - Version finale |
| 11 juin 2012                              | iOS 6.0 ß1                                | - Mise à disposition de la première bêta pour les développeurs |
| 25 juin 2012                              | iOS 6.0 ß2                                | - Mise à disposition de la deuxième bêta pour les développeurs |
| 16 juillet 2012                           | iOS 6.0 ß3                                | - Mise à disposition de la troisième bêta pour les développeurs |
| 6 août 2012                               | iOS 6.0 ß4                                | - Mise à disposition de la quatrième bêta pour les développeurs et suppression de l'application YouTube proposée par Apple |
| 12 septembre 2012                         | iOS 6.0 GM Seed                           | - Dernière distribution aux développeurs, en version finale, avant la distribution au grand public |